# Ala (démon)
Pour les articles homonymes, voir Ala (homonymie).

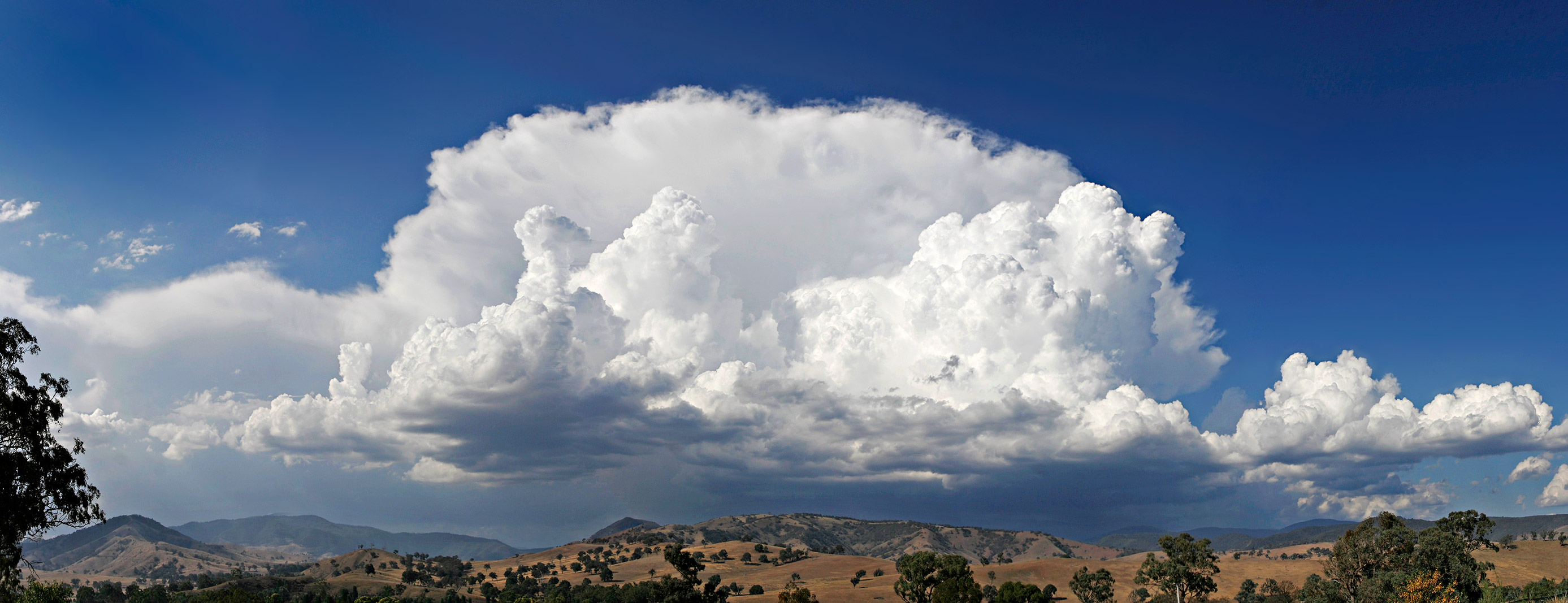
Pour les agriculteurs, la ala est un démon pouvant propager des orages qui pouvaient ruiner leurs récoltes.

Une ala, ou hala (pluriel : ale ou hali), est une créature mythologique féminine présente dans le folklore bulgare, macédonien et serbe. Les ale sont considérés comme les démons du mauvais temps dont le principal but est de conduire des nuages de grêle vers des champs, des vignobles ou des vergers afin de détruire les récoltes. Extrêmement voraces, les ale aiment particulièrement manger les enfants, bien que leur gloutonnerie ne soit pas limitée qu'à la Terre. Il est dit qu'ils essayent parfois de dévorer le Soleil ou la Lune, provoquant ainsi des éclipses. Lorsque des individus rencontrent une ala, leur santé mentale ou physique, ou même leur vie, est en péril. Cependant, il est possible de gagner leur faveur en les approchant avec respect et confiance. Être en bons termes avec une ala est très avantageux, puisqu'elle rend ses favoris riches et sauve leurs vies en temps de conflit.
L'apparence des ale est décrite dans le folklore de manière diverse et vague. Une ala peut très bien ressembler à un souffle noir, une gigantesque créature à forme confuse, un monstre à grande bouche, de forme humaine ou serpentine, un dragon femelle, ou un corbeau. Une ala peut prendre une forme humaine ou animale, et peut même s'emparer du corps d'une personne. Il est dit que la diversité des apparences décrites est due au fait que cette créature soit (ou est) une synthèse du démon slave du mauvais temps et d'un démon similaire du centre des Balkans remontant à une population pré-slave. Dans les contes populaires contenant une ala de forme humaine, celle-ci a une personnalité similaire à celle de la Baba Yaga russe. Il est dit que les ale vivent dans les nuages ou dans un lac, une source, un endroit reculé, une forêt, une montagne inhospitalière, ou un arbre gigantesque. En plus des humains, les ale ont aussi d'autres ennemis puissants qui peuvent les vaincre, tels que les dragons. Dans les récits christianisés, saint Élie prend le rôle du dragon. Dans certains cas, saint Élie et les dragons combattent les ale ensemble. Les aigles aussi, en chassant les ale des champs, les empêchent d'y amener des nuages de grêle.

## Origine et analogies
Alors que certains êtres mythologiques sont communs à tous les groupes ethniques slaves, les ale ne semblent appartenir qu'aux folklores bulgare, macédonien et serbe. Toutefois, d'autres groupes ethniques slaves ont aussi des démons du mauvais temps. Parmi les Slaves de l'Est, on peut citer Baba Yaga, qui fut imaginée comme étant une sorcière à grande stature avec un gros nez, des dents de fer, et un menton protubérant. Il était dit qu'elle mangeait des enfants, et que sa présence apportait des orages et un temps froid. Le terme baba est présent dans les coutumes, croyances et toponymes de tous les peuples slaves, généralement en tant que personnification du vent, de l'obscurité et de la pluie. Ceci amène quelques érudits à penser qu'il y avait une divinité ou un démon proto-slave appelée Baba, associé au mauvais temps.
Dans certains contes populaires slaves orientaux, il est aussi fait mention d'un Tourbillon (Bихрь, Vikhr’) qui a notamment pour coutume d'enlever les princesses. Il est plus ou moins assimilé à un dragon ou un autre monstre ailé.

## Apparence
Un démon ressemblant à un dragon ou un serpent, en relation avec le vent, ainsi que les orages et les nuages de grêle. Dans la Gruža, région de Serbie centrale, on croyait que la ala était invisible, mais qu'elle pouvait être entendue – son sifflement résonnant à l'avant des nuages de grêle noirs.
En Bulgarie orientale, les ale n'apparaissent pas dans les nuages, mais dans les coups de vent violents et les tornades. Dans d'autres régions de la Bulgarie, les ale étaient vues soit comme « un taureau avec d'énormes cornes, un nuage noir, un brouillard sombre ou un monstre d'allure serpentine avec six ailes et vingt queues ».
Les Serbes du Kosovo croient que les ale abaissent leur queues sur le sol et cachent leur tête dans les nuages. Quiconque avait vu sa tête devenait instantanément fou. Un haut-relief au-dessus d'une fenêtre de l'église du monastère de Visoki Dečani, représente un aigle agrippant une ala aux allures de serpent pendant qu'un aiglon observe. Selon une description provenant de la partie est de la Serbie, les ale sont de très grandes créatures avec un corps de serpent et une tête de cheval. Une idée répandue stipule que les ale sont les sœurs des dragons et qu'elles leur ressemblent plus ou moins. Dans un écrit provenant de la partie est de la Serbie, les ale sont décrites comme étant des serpents à trois têtes.
Selon une description provenant de la région de Boljevac, en Serbie, les ale sont des créatures horribles et noires sous forme de vent. De la même façon, dans l'Homolje, région de Serbie, les gens imaginent les ale comme étant un vent noir se déplaçant au-dessus des terres. Où qu'elles aillent, une tornade apparait, tournant comme une perceuse. Ceux qui sont exposés à cette tornade deviennent fous. De la même manière, en Bulgarie, une ala est un vent violent qui balaye tout sur son passage et apporte le chaos.
Une croyance de Leskovac, ville serbe, affirme que les ale sont des monstres possédant une énorme bouche et tenant dans leur main une grande cuillère en bois, avec laquelle elles saisissent et dévorent tout ce qu'elles trouvent sur leur chemin. Une histoire raconte qu'un homme a gardé une ala de ce genre dans sa grange ; elle aurait bu trente litres de lait par jour. Une autre histoire met en garde contre les ale qui, sous la forme de douze corbeaux, avaient l'habitude de prendre les récoltes des vignobles.
Dans l'est de la Serbie, on croyait que les ale qui se mêlaient aux gens pouvaient se métamorphoser en êtres humains ou en animaux, après quoi leur réelle identité n'était détectable que par les êtres appelés šestaci - des hommes avec six doigts à chaque main et six orteils à chaque pied - même si les ale d'apparence humaine faisaient trembler les maisons dans lesquelles elles entraient. Selon une croyance de l'Homolje, région de Serbie, les ale qui s'en étaient pris à la Lune dans l'intention de la détruire, font aussi preuve d'une capacité de métamorphose : elles passent à maintes reprises de leur forme d'origine, celle de serpent à deux têtes, à celle d'homme à six doigts qui tient une fourche de fer, d'un jeune taureau noir, d'un gros sanglier, ou d'un loup noir, avant de reprendre leur forme originelle.